# Amadeo Martínez Inglés
Amadeo Martínez Inglés (Zaragoza, España, 1936) es un exmilitar, escritor y ensayista español.
Durante treinta y siete años sirvió en el Ejército de Tierra español, llegando al empleo de coronel, con el diploma de Estado Mayor en 1987. Fue expulsado del Ejército en 1990, tras lo cual inició una carrera política en Izquierda Republicana, que terminó abruptamente en 1993. Asimismo, es autor de libros que tratan asuntos polémicos con los cuales el Ejército haya podido tener relación, como el intento de Golpe de Estado del 23 de febrero de 1981 y el envío de tropas españolas a la Guerra en Afganistán de 2001.

## Biografía

### Carrera militar
En 1953 ingresó en la Academia General Militar de Zaragoza. Destinado en el Batallón Expedicionario del Regimiento "Tetuán n.º  14", fue enviado a Sidi Ifni, que había sido escenario de un conflicto entre fuerzas españolas y guerrilleros marroquíes. La unidad llegó el 25 de junio de 1958, cuando las operaciones militares de la guerra de Ifni ya habían finalizado, habiéndose declarado un alto el fuego unilateral el 23 de dicho mes. Este batallón prestó servicios de seguridad en campaña hasta ser repatriado el 19 de junio de 1959.
En 1969 se diplomó en Estado Mayor, siendo destinado durante varios años a la Brigada de Infantería Ligera Paracaidista y a las Tropas Nómadas del Sahara. También obtuvo la diplomatura de Estado Mayor por la Escuela Superior de Guerra de Argentina y las especialidades en Estados Mayores Conjuntos, carros de combate, paracaidismo militar, unidades motorizadas, operaciones aerotácticas y fotointerpretación aérea. A lo largo de sus años al servicio del Ejército, sobre todo durante la Transición Española, ocupó varios cargos de importancia dentro del estamento militar español, tales como el de jefe de Movilización del Estado Mayor del Ejército y jefe del Estado Mayor de la Brigada de Infantería de Zaragoza, a la vez que fue profesor de Historia Militar en la Escuela de Oficiales del Estado Mayor.

### Actividad política y polémicas
En abril de 1990 fue expulsado del servicio activo del Ejército por el Ministerio de Defensa, tras haber pasado cinco meses en la prisión militar de Alcalá de Henares por sucesivas sanciones disciplinarias, iniciadas en noviembre de 1989 con un expediente por falta grave debido a sus declaraciones a diversos medios de comunicación, en las que se mostraba partidario de un ejército totalmente profesional. En su libro España indefensa, publicado ese mismo año, abogaba por la necesidad de un Ejército profesional y de suprimir el servicio militar obligatorio.
En junio de 1991 ingresó en Izquierda Republicana (IR), entonces parte de la coalición Izquierda Unida. En octubre de 1993 abandonó IR, acusando a su líder, Isabelo Herreros, de malversación de fondos públicos y desvío de dinero, y al presidente de la coalición, Julio Anguita, de "tratar de tapar todo el tinglado". Esto provocó, según el acusado, su retirada como portavoz de la coalición y la escisión en Izquierda Republicana. En septiembre de 1997 el Juzgado de lo Penal número 18 de Madrid absolvió a Herreros de los delitos de falsedad continuada y falsedad en documento público.
En 1995 se presentó a las elecciones municipales en Alcalá de Henares con el partido Acción Local, escribió artículos de opinión para El Mundo, y participaba en las tertulias de programas en la cadena COPE. [cita requerida]
Durante los años 2000 fue protagonista de varios hechos polémicos. Muy crítico con la invasión de Irak en 2003, protagonizó una polémica al unirse a una manifestación vestido con su uniforme militar el 15 de mayo de 2003 estando apartado del servicio activo del Ejército, por lo que fue llevado a juicio, en el cual fue absuelto. Otra polémica la protagonizó el 22 de mayo de 2004 cuando logró colarse con su traje militar y con un arma en la guerrera en la catedral de la Almudena de Madrid durante la boda de Felipe de Borbón y Grecia con Letizia Ortiz, arguyendo que lo hizo para denunciar los fallos de seguridad del acto.

## Publicaciones
Su obra publicada se compone de varios ensayos en los que critica los entresijos en los que han estado o están vinculadas las acciones del Ejército español, basándose, según afirma, en el conocimiento que ha adquirido después de tener acceso a los archivos secretos y a las informaciones reservadas del Ejército de Tierra. No obstante, según el diario El Mundo, en una crítica publicada a raíz de la aparición de su libro La transición vigilada sobre el intento de golpe de Estado de 1981, "El autor presume de haber consultado papeles, de haber hablado con mucha gente, de haber analizado concienzudamente todos los datos, pero no cita una fuente fiable identificable fuera de algunos testimonios de los golpistas ya publicados que, como el lector sabe, hay que poner en cuarentena". Sobre sus métodos de investigación, El Mundo opina que son "una versión apoyada en medias verdades, en suposiciones y en rumores que llega a ciertas conclusiones desorientadas".
En 2001 publicó 23-F. El golpe que nunca existió (Foca, 2001), un libro lleno de polémica sobre el intento de Golpe de Estado del 23 de febrero de 1981, en el cual Martínez Inglés sostiene la tesis de la participación interesada del rey Juan Carlos I, los jefes de destacadas fuerzas políticas españolas y militares de alto rango en la organización del Golpe de Estado contra el Gobierno de Adolfo Suárez.
En febrero de 2008 publicó otra polémica obra sobre la figura del rey Juan Carlos I, Juan Carlos I, el último Borbón (Styria, 2008), en la que criticaba a fondo su forma de llegar a la Jefatura de Estado, el supuesto poder fáctico del que disfrutaba y su oculta vida privada. Ese mismo mes envió una carta al presidente del Congreso de los Diputados pidiendo la creación de una comisión parlamentaria que investigara la responsabilidad que pudiera tener el monarca en la comisión de "graves delitos relacionados con el terrorismo de Estado". También se dirigió al fiscal general del Estado de Portugal para solicitar la investigación de la muerte en Estoril del hermano del rey Juan Carlos, el infante Alfonso, fallecido de un disparo de arma de fuego cuando se encontraba junto con Juan Carlos, quien se hallaba en posesión de dicha arma. La solicitud no encontró respuesta por parte de la judicatura portuguesa.
En diciembre de 2011, Martínez Inglés escribió un artículo en el diario digital de orientación republicana y ámbito regional Canarias Semanal, en el que cargaba contra la dinastía borbónica española y, como parte integrante de la misma, contra el exrey Juan Carlos I. A raíz de la publicación de dicho artículo, Martínez Inglés fue imputado como presunto autor de un delito de "injurias graves a la Corona", prestando declaración ante un tribunal de la Audiencia Nacional en abril de 2012. El juicio oral sobre dicha causa fue visto para sentencia el 21 de mayo de 2013, resultando el autor del artículo condenado al pago de una multa de 6.480 euros.
El 19 de enero de 2015, aprovechando la abdicación de Juan Carlos I y el consiguiente fin de su "inviolabilidad constitucional", presentó un escrito ante la Fiscalía General del Estado instándola a investigar la presunta participación del exrey en la muerte de su hermano, el infante Alfonso de Borbón, ocurrida en extrañas circunstancias el 29 de marzo de 1956 mientras ambos jugaban y Juan Carlos manejaba un revólver, y que fue calificada como accidente por la Dictadura franquista y nunca fue investigada. En el documento denunciatorio esgrime pruebas como que el pequeño proyectil no hubiera traspasado el cráneo de la víctima si hubiera sido disparado en una trayectoria directa o accidental, o como que Juan Carlos, quien portaba el arma en aquel momento, "era por entonces un profesional del Ejército, caballero cadete de la Academia General Militar de Zaragoza, con más de seis meses de instrucción militar intensiva y otros seis de instrucción premilitar" que "conocía los protocolos de actuación que marcan los reglamentos militares españoles para el uso, limpieza, desarmado, armado, equilibrado, preparación para el disparo (…) de cualquier arma portátil y en particular todas las precauciones que debe tomar un profesional de las armas".
En noviembre de 2021, coincidiendo con el 48.º aniversario de la muerte del Almirante Carrero-Blanco, ha publicado un rotundo y clarificador Fue la CIA, estúpidos.